# トリコリコPLEASE!!
- ラブライブ! > ラブライブ!サンシャイン!! > Aqours > AZALEA > トリコリコPLEASE!!

「トリコリコPLEASE!!」（とりこりこプリーズ!!）は、2016年5月25日に発売された、ミニユニット「AZALEA」のデビューシングル。『ラブライブ！サンシャイン!!』ミニユニットシングル第2弾でもある。

## 概要
AZALEAのメンバーは、松浦果南（声 - 諏訪ななか）、黒澤ダイヤ（声 - 小宮有紗）、国木田花丸（声 - 高槻かなこ）の3人。
2016年5月4日に更新された「ラブライブ!サンシャイン!!Aqours浦の星女学院RADIO!!!」第4回配信分において表題曲が初公開された。
初回生産特典として、ジャケットイラストシールが封入される。

## 収録曲
収録内容におけるボーカル曲は太字、ボイスドラマパートは▲印で表記する。
- CD
  - 全作詞：畑亜貴

  1. トリコリコPLEASE!!
    - 作曲・編曲：宮崎誠

  2. ときめき分類学
    - 作曲・編曲：金崎真士

  3. トリコリコPLEASE!! (Off Vocal)
  4. ときめき分類学 (Off Vocal)
  5. 淡島ホテルへようこそ❤
    - 出演：AZALEA